# Altamura
Altamura é uma comuna italiana da região da Puglia, província de Bari, com cerca de 71.256 habitantes. Estende-se por uma área de 427 km², tendo uma densidade populacional de 147 hab/km². Faz fronteira com Bitonto, Cassano delle Murge, Gravina in Puglia, Grumo Appula, Matera (MT), Ruvo di Puglia, Santeramo in Colle, Toritto.
É a oitava comuna da Puglia por numero de habitantes. Aqui é produzido o famoso pão de Altamura, produto DOP.

## Demografia
| Variação demográfica do município entre 1861 e 2011                               |
|                                                                                   |
| Fonte: Istituto Nazionale di Statistica (ISTAT) - Elaboração gráfica da Wikipedia |

## Altamuranos destacados
- Romeo Sacchetti, (1953, ex-basquetebolista e treinador
- Giovanni Peragine, B. (1965), bispo

## Outras imagens

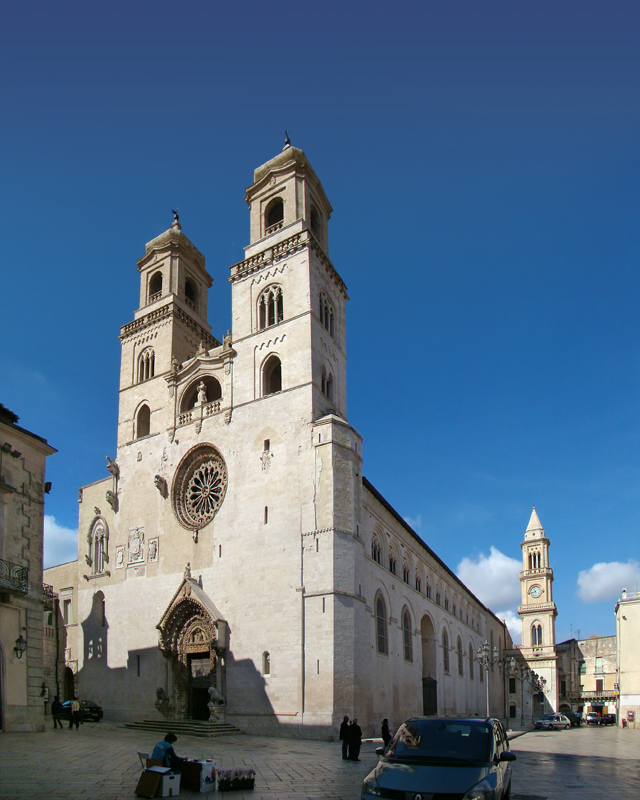
A catedral
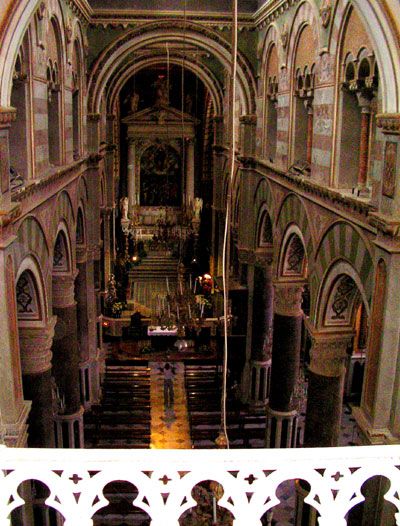
Interior da catedral